# Костурчани
Костурчани (на гръцки: Καστοριανοί, Касторияни) са жителите на град Костур, на гръцки Кастория, Егейска Македония, Гърция. Това е списък на най-известните от тях.

## Родени в Костур
А — Б — В — Г — Д —
Е — Ж — З — И — Й —
К — Л — М — Н — О —
П — Р — С — Т — У —
Ф — Х — Ц — Ч — Ш —
Щ — Ю — Я

### А
- Адам Папахристос (Αδάμ Παπαχρήστος), гръцки андартски деец, агент от II ред[1]
- Александрос Папатерпос (1915 - 1979), гръцки военен и политик
- Андониос Колендзис (Αντώνιος Κολέντζης), гръцки андартски деец, четник[2]
- Андреас Дзимас (1909 — 1972), виден гръцки политик, комунист
- Анна Николова (1890 - ?), македоно-одринска опълченка, Лазарет на МОО, носител на сребърен медал[3]
- Антоний Багаш, сръбски благородник от XIV в.
- Апостол Георгиев (1860 - ?), македоно-одрински опълченец, 2 отделна партизанска рота, Продоволствен транспорт на МОО[4]
- Апостолос Калиникос (Απόστολος Καλλίνικος), гръцки андартски деец, агент от III ред, притежател на лодки, с които прехвърля през езерото въоръжение и провизии, участва в Балканската война и в Северноепирските операции с четата на Христос Дукис[2]
- Аргириос Вузас (1857 - ?) лекар, революционер
- Аргириос Пападискос (1882 - 1955) писател, поет
- Аристидис Маргаритис (? - 1905), гръцки андартски деец
- Аристидис Харисиадис (Αριστείδης Χαρισιάδης), гръцки андартски деец, агент от I ред[5]
- Аристотелис Захос (1871 — 1939), виден гръцки архитект
- Атанасиос Пасхалис, гръцки историк и нумизмат
- Атанасиос Тавандзис (Αθανάσιος Ταβαντζής), гръцки андартски деец, четник на Захариас Пападас (Фуфас) от април до октомври 1906 година, през юли участва в битките с български чети в Арменско и Раково, след смъртта на Фуфас е в четата на Николаос Андрианакис[1]
- Атанасиос Христопулос (1772 — 1847), гръцки поет и учен
- Ахилеас Алванос (Αχιλλέας Αλβανός), гръцки андартски деец, агент от III ред, действал под командата на Лазарос Апостолидис, терорист, участвал в нападението над българското семейство Матеви (Ματή) през юни 1906 година[6]

### Б
- Барбас (Μπάρμπας), гръцки андартски деец, четник, на Йоанис Каравитис[1]

### В
- Вартоломей Кесидис (р. 1968), гръцки духовник
- Васил Костов (1857 - ?), македоно-одрински опълченец, Нестроева рота на 6 охридска дружина[7]
- Васил Пандов (1859 - ?), македоно-одрински опълченец, Нестроева рота на 6 охридска дружина[8]
- Васил Панчев (1869 - ?), завършил класическа гимназия в Атина, филология в Женева в 1893 г., право в Лозана в 1894 г.[9]
- Василиос Д. Малеганос (Малиганос, ? - 14 февруари 1905), гръцки учител, убит от ВМОРО
- Василиос Хадзипанайоту (Βασίλειος Χαντζηπαναγιώτου), гръцки андартски деец, четник[5]
- Василиос Хадзис (1870 — 1915), гръцки художник

### Г
- Георги Константинов Бистрицки (около 1875 - ?), български писател
- Георгиос Георгиадис (1881 — ?), гръцки общественик
- Георгиос Касториотис, гръцки общественик от XVIII век
- Георгиос Теохарис (1758 — 1843), гръцки общественик
- Григориос Бакарис или Садикис (Γρηγόριος Μπάκαρης, Σαδίκης), гръцки андартски деец, четник на Георгиос Цондос[1]
- Григориос Папамарку (Γρηγόριος Παπαμάρκου), гръцки андартски деец, агент от II ред[1]

### Д
- поп Дамянос (Δαμιανός), гръцки андартски деец, агент от III ред[6]
- Дамянови, брациговски род, произходащ от изселници от Костур в 1791 година[10]
- Дамянос Георгиу Драскас (1809 - 1899), гръцки учен, лекар
- Димитриос Папасидерис (Δημήτριος Παπασιδέρης), гръцки андартски деец, агент от III ред[1]
- Димитриос Пульос (Δημήτριος Πούλιος), гръцки андартски деец, агент от III ред[1]
- Димитриос Стрембениотис или Редибелас (Δημήτριος Στρεμπενιώτης, Ρεδιμπέλας), гръцки андартски деец, четник[1]
- Димитрис Диамандис (р. 1980), гръцки баскетболист
- Димитриос Сакелариос, гръцки общественик от края на XVIII и началото на XIX век
- Димитър Костадинов, доброволец в четата на Георги Бабаджанов през Сръбско-българската война в 1885 година[11]
- Динчо Янов (1870 - ?), македоно-одрински опълченец, Кукушка чета[12]

### Е
- Евангелос Варсамис (Ευάγγελος Βαρσάμης, според някои източници от Лариса), гръцки андартски деец, четник, заловен в Клисурския манастир и осъден на 5 години затвор[6]

### И
- Иларион Васдекас (1878 - 1946), гръцки духовник
- Иван Стоянов, брат на Коста Стоянов, след чиято смърт поема кафе-сладкарницата „Цар Освободител“ (т.нар. „Писателско кафене“) в София [13]
- Илия Димитров, български революционер, деец на ВМОРО, умрял след 1918 г.[14]
- Илияс Бузиотас или Бижота (? - 1915), гръцки андартски деец, адвокат, убит в Кожани като „изменник на елинизма“[15]
- Илияс Кацаунис (Ηλίας Κατσιαούνης), гръцки андартски деец, четник[2]
- Ифигения Дидаскалу (р. 1916), гръцка поетеса, фолклористка, музикална и литературна критичка и оперна певица

### Й
- Йоанис Алванос (Ιωάννης Αλβανός), гръцки андартски деец, агент от III ред, според Евтимиос Каудис и Георгиос Диконимос Алванос е свръзка между Германос Каравангелис и Вангел Стоянов от май до август 1903 г.[6]
- Йоанис Бакалис (1902 - 1956), гръцки журналист и юрист
- Йоанис Бузиотас (Ιωάννης Μπουζιώτας), гръцки андартски деец, агент от III ред[1]
- Йоанис Валалас (1875 - 1945), гръцки политик
- Йоанис Емануил (1774 - 1798), гръцки революционер, сподвижник на Ригас Велестинлис
- Йоанис Коцидис (1873 - 1958), гръцки просветен деец и революционер
- Йоанис Папарескас (1779 - 1822), участник в Гръцката война за независимост
- Йоанис Теологитос или Теологитис, гръцки учен от XVIII век

### К
- Константинос Видас (Κωνσταντίνος Βήδας), гръцки андартски деец, агент от III ред от 1904 до 1909 година[6]
- Константинос Гологинас, гръцки андартски деец
- Константинос Лянцис (р. 1948), гръцки политик, номарх (областен управител) на ном Костур
- Константинос Михаил (1751 — 1816), гръцки философ, лекар и лингвист
- Космас Филиос (Κοσμάς Φίλιος), гръцки андартски деец, агент от III ред, член на революционния комитет, в 1908 година след Младотурската събира в Богатско всички гръцки капитани и заедно влизат в Костур, където се помиряват с турци и българи[5]
- Коста Костурчанин (около 1761 - ?), български майстор строител, преселил се в Брацигово през 1791 г., представител на Брациговската архитектурно-строителна школа,[16] основател на брациговския род Костови[10]
- Коста Насов (1887 - ?), македоно-одрински опълченец, Сярска чета[17]
- Коста Стоянов, създал кафе-сладкарницата „Цар Освободител“ (т.нар. „Писателско кафене“) в София в 1908 година, след като предишната година се завърнал от Америка[13]
- Кръстьо Киряков, доброволец в четата на Георги Бабаджанов през Сръбско-българската война в 1885 година[11]
- Ксенофон Кутурас (Ξενοφών Κουτουράς), гръцки андартски деец, четник[2]

### Л
- Лазар Поповски (1891 - 1952), български журналист и революционер
- Лазарос Гугулицас (Λάζαρος Γκουγκουλίτσας), гръцки андартски деец, четник на Филолаос Пихеон, участва в сражението с три български чети при Прекопана, в отвличане и екзекутиране на българи на Вич и в изпращането на помощ на Георгиос Цондос в Куманичево[6]
- Лазарос Димитриу или Польоскас (Λάζαρος Δημητρίου, Πολιόσκας), гръцки андартски деец, четник на Павлос Нерандзис (Кокинос) от 1906 до 1907 година, с когото участва в нападението на българското село Бобища, по-късно е в четата на Захариас Пападас (Фуфас), с когото също участва в нападения над български села, а от началото на 1908 година до Младотурската революция е в четата на Георгиос Василиу (Сулиос), с когото участва в нападението срещу Осничани[2]
- Ламбо Порязов, български революционер от ВМОРО
- Леонидас Батринос (1893 — 1969), гръцки политик
- Леонидас Мандзарис (Λεωνίδας Μάντζαρης), гръцки андартски деец, четник на капитан Георгиос Цондос (Вардас), загива през юни 1906 година в Сребрени[2]
- Леонидас Папазоглу (1872 — 1918), гръцки фотограф
- Лука Гульов — Влашето, български революционер, загинал на 25 октомври 1904 година във Вишени с Ване Христов,[18] погребан в братската могила в Апоскеп[19]
- Лукас Самарас (1936 — 2024), гръцки и американски художник

### М
- Манолакис Касторианос, гръцки общественик от XVII век
- Мария Антониу (р. 1968), гръцки политик
- Мария Спиропулу (р. 1970), гръцки физик
- Мельос Папатерпос (Μέλιος Παπατέρπος), гръцки андартски деец, агент от III ред[1]
- Мельос Янусис (Μέλιος Γιαννούσης), гръцки андартски деец, четник[6]
- Менелаос Батринос (1850 - 1926), гръцки андартски деец, агент от II ред
- Миле Пандов (1867 - ?), македоно-одрински опълченец, Нестроева рота на 6 охридска дружина[20]
- Михаил Кокалениос (Μιχαήλ Κοκκαλένιος), гръцки андартски деец, четник на Стефанос Дукас[2]
- Михаил Самарджиев (Гетата), член на околийския комитет на ВМОРО в Костур от есента на 1900 година[21]

### Н
- Наум Магалиос (Ναούμ Μαγαλιός), гръцки андартски деец, агент от III ред, набира нови четници, в къщата му отсяда капитан Андреас Панайотопулос[2]
- Наум Цакалис (Ναούμ Τσάκαλης), гръцки андартски деец, един от основните координатори на антибългарската борба в Костур[5]
- Никола Багаш, сръбски благородник от XIV в.
- Николаос Алекторидис (1874 — 1909), гръцки художник
- Николаос Зографу (1866 — 1917), гръцки просветен деец
- Николаос Тацис (Νικόλαος Τάτσης), гръцки андартски деец, четник заедно с Панайотис Зисиадис и Хрисос Бивулас от 1904 до 1908 г.[1]
- Николаос Теохарис (1793 - 1867), гръцки политик
- Никифор Папасидерис (1886 - 1958), гръцки духовник, патриаршески йеродякон, костурски митрополит, чийто баща е от Дупяк
- Нулчо Костурски (? - 1696),  гръцки светец, новомъченик

### О
- Олимпия Телигьориду (р. 1966), гръцки политик

### П
- Павлос Видоварис (Παύλος Βιδοβάρης), гръцки андартски деец, четник при Василиос Папас, Филолаос Пихеон, Андонис Зоис и Лазарос Варзис, участва в много нападения над български села и в убийството на българина Петко, предал четата на Маринос Либеропулос[6]
- Павлос Йоану (1824 — 1897), гръцки лекар
- Панайот Марков (1866 - ?), македоно-одрински опълченец, Нестроева рота на 6 охридска дружина[22]
- Панайотис Емануил (1876 - 1898), гръцки революционер, сподвижник на Ригас Велестинлис
- Панайотис Зисиадис (Παναγιώτης Ζησιάδης), гръцки андартски деец, агент от II ред, в Атина влиза в силогосите „Елинизъм“ и „Александър Велики“ и подпомага властите в залавянето на дейците на ВМОРО в града, в 1904 година се среща с Георгиос Цондос, след началото на гръцката пропаганда заминава за Костур, където сътрудничи на Каравангелис и изпълнява терористични задачи, арестуван през май 1905 година, но е освободен след три месеца след намеса на битолското гръцко консулство[2]
- Панайотис Папанаум (1810 — 1885), гръцки учен
- Панделис Теодоридис (Παντελής Θεοδωρίδης), гръцки андартски деец, четник на Филолаос Пихеон, с него участва в нападението над Прекопана, в убийството на 10 българи на Вич и в нападението над Куманичево, в което е убит българският свещеник[2]
- Панделис Фатистис (Παντελής Φατίστης), гръцки андартски деец, агент от III ред, куриер и водач, преместил се по-късно в Сятища, където продължава да се занимава с революционна дейност до 1912 година[5]
- Панделис Цамисис (1870 - 1958), гръцки просветен деец
- Пандо Павлов (1892 - ?), македоно-одрински опълченец, четата на Никола Андреев[23]
- Папаконстантину или Пападинас (Παπακωνσταντίνου, Παπαντίνας), гръцки андартски деец, стар хайдутин, който се опитва да замести Йоанис Накицас след смъртта му[1]
- Петър Димитров, доброволец в четата на Георги Бабаджанов през Сръбско-българската война в 1885 година[11]
- Пол Аржириадес (Павлос Аргириадис, 1849 — 1901), революционер, участник в Парижката комуна
- Пол Йованопулос (р. 1939), гръцки и американски художник

### Р
- Райна Вангелова, българска емигрантска деятелка в САЩ

### С
- Севастос Леондиадис (1690 — 1765), гръцки просветен деец
- Солон Григориадис (1912 - 1994), гръцки журналист, политик и писател
- Сотириос Масякос (Σωτήριος Μασιάκος), гръцки андартски деец, агент от III ред, куриер, участник в терористични нападения в Апоскеп и Костур, арестуван от турците за убийство на тричленно българско семейство[24]
- Сотириос Сотиропулос (Σωτήριος Σωτηρόπουλος), гръцки андартски деец, агент от III ред[1]
- Сотириос Тутундзис (Σωτήριος Τουτουντζής), гръцки андартски деец, агент от I ред[5]
- Спиридон Дукис (? - 1906), гръцки андартски деец
- Стаматиос Дикльос (Σταμάτιος Δίκλιος), гръцки андартски деец, агент от III ред, ятак[2]
- Стерьос Ковациадис (р. 1970), гръцки художник
- Стилиянос Янусис (Στυλιανός Γιαννούσης), гръцки андартски деец, четник[6]
- Стоян Куртев, македоно-одрински опълченец, Нестроева рота на 8 костурска дружина[25]

### Т
- Такис Зьогас (1934 - 2010), виден гръцки фотограф
- Теодорос Мораитис (Θεόδωρος Μωραΐτης), гръцки андартски деец, четник[1]
- Теодосис Тасьос (р. 1930), гръцки учен
- Томас Кофос, гръцки свещеник и просветен деец от XVIII век
- Томас Мандакасис (1709 — 1796), гръцки учен, лекар
- Томас Папатомас (1872 — 1936), гръцки просветен деец
- Триандафилос Дукас (около 1762 - ?), гръцки търговец и писател
- Търпо Димитров (1862 - ?), македоно-одрински опълченец, Нестроева рота на 6 охридска дружина[26]
- Товия бен Елиезер (1050 - 1108), талмудист и поет

### Ф
- Фотиос Папамадзарис (Φώτιος Παπαμαντζάρης), гръцки андартски деец, агент от II ред[1]

### Х
- Христо Трайков (1843 - ?), македоно-одрински опълченец, Нестроева рота на 7 кумановска дружина[27]
- Христос Дукис, гръцки андартски деец
- Христос Токас (Χρήστος Τόκας), гръцки андартски деец, четник на Аристидис Маргаритис (Тромарас), с чиято чета участва в битката на Мурик и в местността Корака Петра срещу турци и при Прекопана срещу български чети, по-късно е при капитан Панайотис Фьотакис и се сражава в Мариово, арестуван е заедно с други двама дейци и е осъден на доживотен затвор[28]
- Христос Кацаунис (Ηλίας Κατσιαούνης), гръцки андартски деец, агент от III ред[2]
- Христос Ковациадис (р. 1967), гръцки художник и политик
- Христос Трандос (Χρήστος Τράντος), гръцки андартски деец, четник от 1904 до 1905 година при Георги Богданцалията и от 1905 до 1908 година при Лазар Апостолов, по-късно участва в Северноепирските операции и в превземането на Корча[5]
- Христос Хасамбалис (Χρήστος Χασάμπαλης), гръцки андартски деец, четник на капитан Стефанос Дукас[5]

### Ш
- Шефик Акер (1877 - 1964), османски офицер и турски генерал

### Я
- Ягнула Куновска (р. 1943), северномакедонска юристка и писателка

## Починали в Костур
А — Б — В — Г — Д —
Е — Ж — З — И — Й —
К — Л — М — Н — О —
П — Р — С — Т — У —
Ф — Х — Ц — Ч — Ш —
Щ — Ю — Я

### А
- Анастасиос Пихеон (1836 - 1913), гръцки революционер
- Аргириос Пападискос (1882 - 1955) писател, поет
- Аргириос Папаризос (1764 - 1851), гръцки просветен деец

### Д
- Димитриос Дзимас (? - 1936), гръцки юрист

### И
- Иван Лимончев (1864 - 1899), български революционер

### Л
- Леонидас Папазоглу (1872 — 1918), гръцки фотограф
- Леонидас Цорис (? — 1906), гръцки андартски капитан

### Н
- Николаос Зографу (1866 — 1917), гръцки просветен деец

### П
- Панделис Цамисис (1870 - 1958), гръцки просветен деец

### С
- Севастос Леондиадис (1690 — 1765), гръцки просветен деец

### Т
- Томас Папатомас (1872 — 1936), гръцки просветен деец

## Свързани с Костур
- Григор Костов (1890 - ?), македоно-одрински опълченец, родом от Нестрам, живеещ в Костур, четата на Дякон Евстатий, 4 рота на 15 щипска дружина[29]
- Илия Атанасов (1887 - ?), македоно-одрински опълченец, родом от Галища, живеещ в Костур, 1 и Нестроева рота на 6 охридска дружина[30]
- Константинос Херопулос (1871 — 1935), гръцки журналист и издател, по произход от Костур
- Сарандис Цеманис (1892 - 1973), гръцки лекар, кмет на Костур
- Щерьо Димитров (1892 - ?), македоно-одрински опълченец, родом от Либешево, живеещ в Костур, четата на Никола Андреев[31]